# Львович, Яков Евсеевич
Яков Евсеевич Львович (род. 10 июля 1946) — российский учёный, доктор технических наук, профессор, Заслуженный деятель науки РФ, академик Российской академии естественных наук, Президент Воронежского института высоких технологий, зам. председателя совета АНВУЗ, аккредитованный эксперт ГК «Роснанотех», член Совета ректоров вузов Воронежской области, победитель в номинации «Наука» Золотого фонда Воронежской области.

## Биография
Яков Евсеевич Львович родился 10 июля 1946 года в г. Каменец-Подольском в семье учителей. Окончив семь классов школы, поступил в Каменец-Подольский индустриальный техникум. В 1963 году поступил в Воронежский политехнический институт, институт окончил в 1968 году, с отличием, и был призван офицером на военно-морской флот. В 1970 году вернулся в Воронеж. Работал заместителем секретаря комитета ВЛКСМ Воронежского политехнического института, комиссаром Кокчетавского областного студенческого строительного отряда. Поступил в аспирантуру.
В 1974 году защитил кандидатскую диссертацию. Работал старшим преподавателем, потом доцентом Воронежского политехнического института. Был научным руководителем лаборатории программируемого обучения.
В 1983 году защитил докторскую диссертацию. В 1984 году избран на должность заведующего кафедрой САПР (систем автоматизированного проектирования). В 1985 году присвоено звание профессора.
В 1990 году назначен главным конструктором по информатизации Воронежской области.
В 1991 году назначен проректором по новым информационным технологиям Воронежского государственного технического университета.
В 1992 году избран ректором Международного университета высоких технологий (Воронежский институт высоких технологий).
С 1994 академик Российской академии естественных наук, председатель городского научного общества учащихся и член редколлегии ряда ведущих научных сборников и журналов.
В 1997 году Яков Евсеевич Львович получил звание Заслуженного деятеля науки Российской Федерации.
В 2001 году назначен руководителем главного управления образования Воронежской области.
В 2009 году избран Президентом Воронежского института высоких технологий.

## Профессиональная деятельность
1963 −1968 гг. студент Воронежского политехнического института
1963—1964 гг. слесарь-сборщик в цехе № 17 Воронежского электромеханического завода
1968—1970 гг. служба офицером на военно-морском флоте.
1970—1974 гг. аспирант Воронежского политехнического института
1971—1972 гг. заместитель секретаря комитета ВЛКСМ Воронежского политехнического института
1974 г. старший научный сотрудник научно-исследовательского сектора кафедры автоматики и телемеханики Воронежского политехнического института
1974 г. старший преподаватель кафедры конструирования и производства радиоаппаратуры Воронежского политехнического института
1976 г. доцент кафедры конструирования и производства радиоаппаратуры Воронежского политехнического института
1978 г. доцент кафедры радиотехнических систем Воронежского политехнического института
1984 г. профессор кафедры конструирования и производства радиоаппаратуры Воронежского политехнического института
1984 г. заведующий кафедрой систем автоматизированного проектирования Воронежского политехнического института
1991—2001 гг. Проректор научный руководитель Центра новых информационных технологий Воронежского политехнического института
1992—2001 гг. Ректор Международного университета высоких технологий (Воронежский институт высоких технологий)
2001—2009 гг. начальник главного управления образования администрации Воронежской области, первый заместитель руководителя департамента образования, спорта и молодежной политики Воронежской области
2009 г. Президент Воронежского института высоких технологий

## Научная деятельность
Я. Е. Львович являлся членом аккредитационной комиссии Рособрнадзора, Совета главных конструкторов по информатизации России; входит в состав экспертного совета по вопросам электронного обучения и информационным технологиям в образовании, экспертного совета по негосударственному образованию Государственной Думы РФ, диссертационных советов;является главным редактором научного журнала «Моделирование, оптимизация и информационные технологии» членом редакционной коллегии журналов: «Системный анализ и управление в биомедицинских системах» , «Информационные технологии» , «Системы управления и информационные технологии» , «Вестник Воронежского института высоких технологи».
Область научных интересов: « Фундаментальные и прикладные исследования по разработке и совершенствованию информационных технологий, моделей, методов и средств автоматизации и управления техническими, технологическими, экономическими и социальными процессами и производствами» (Номер гос. регистрации 2005.23.05)
Направления научных исследований:
- Фундаментальные методы моделирования и оптимизации в информатике;
- Моделирование и оптимизация социально-экономических систем;
- Интеллектуализация принятия решений в инфокоммуникационных системах;
- Системы радиосвязи и телекоммуникации.

Является зам. председателя научно-методического совета Министерства образования и науки РФ по специальности «Системы автоматизированного проектирования», зам. председателя УМК по специальности «САПР» и по направлению «Информатика и вычислительная техника».
Яков Евсеевич является автором более 760 научных и учебно-методических работ,
Под руководством Львовича Я. Е. защитились 27 докторов и 83 кандидата технических наук.

## Награды
Награжден знаком «Почетный работник высшего профессионального образования Российской федерации».
Имеет правительственные награды:
- медаль «За доблестный труд. В ознаменовании 100-летия со дня рождения В. И. Ленина»
- медаль «300 лет Российскому флоту»[12]
- медаль «За заслуги в проведении Всероссийской переписи населения»
- медаль ордена «За заслуги перед Отечеством» II степени[13].

Удостоен звания лауреата Золотого фонда Воронежской области.